# Codex Aesinas
Der Codex Aesinas (Codex Aesinas Latinus 8 = Sigle E) ist eine Sammelhandschrift aus dem 15. Jahrhundert aus dem ehemaligen Privatbesitz der gräflichen Familie Baldeschi Balleani aus dem italienischen Jesi, Ancona, die 1902 zufällig entdeckt wurde. Der besondere Wert der Handschrift liegt in den beinhaltenden, zu den „kleineren Schriften“ des römischen Historiographen Tacitus zählenden, „Agricola“ und der „Germania“. Durch die Einbindung von acht Blättern in karolingischer Minuskelschrift im „Agricola“ gilt der Tacitus-Teil des Codex in der Forschung gemeinhin als direkte Abschrift des verschollenen Codex Hersfeldensis (H) der Urschrift (Archetyp) der „Opera minora“ des Tacitus und die karolingischen Folia als Originale. Die Eigentümerfamilie Baldeschi Balleani verkaufte den Codex 1994 an die Biblioteca Nazionale Centrale di Roma (Biblioteca Vittorio Emanuele II), wo er heute als „Codex Vittorio Emanuele 1631“ geführt wird.

## Entdeckung und Verbleib

Folio 58r des karolingischen Quaternio (Agricola c. 19, 2 – 21, 1)

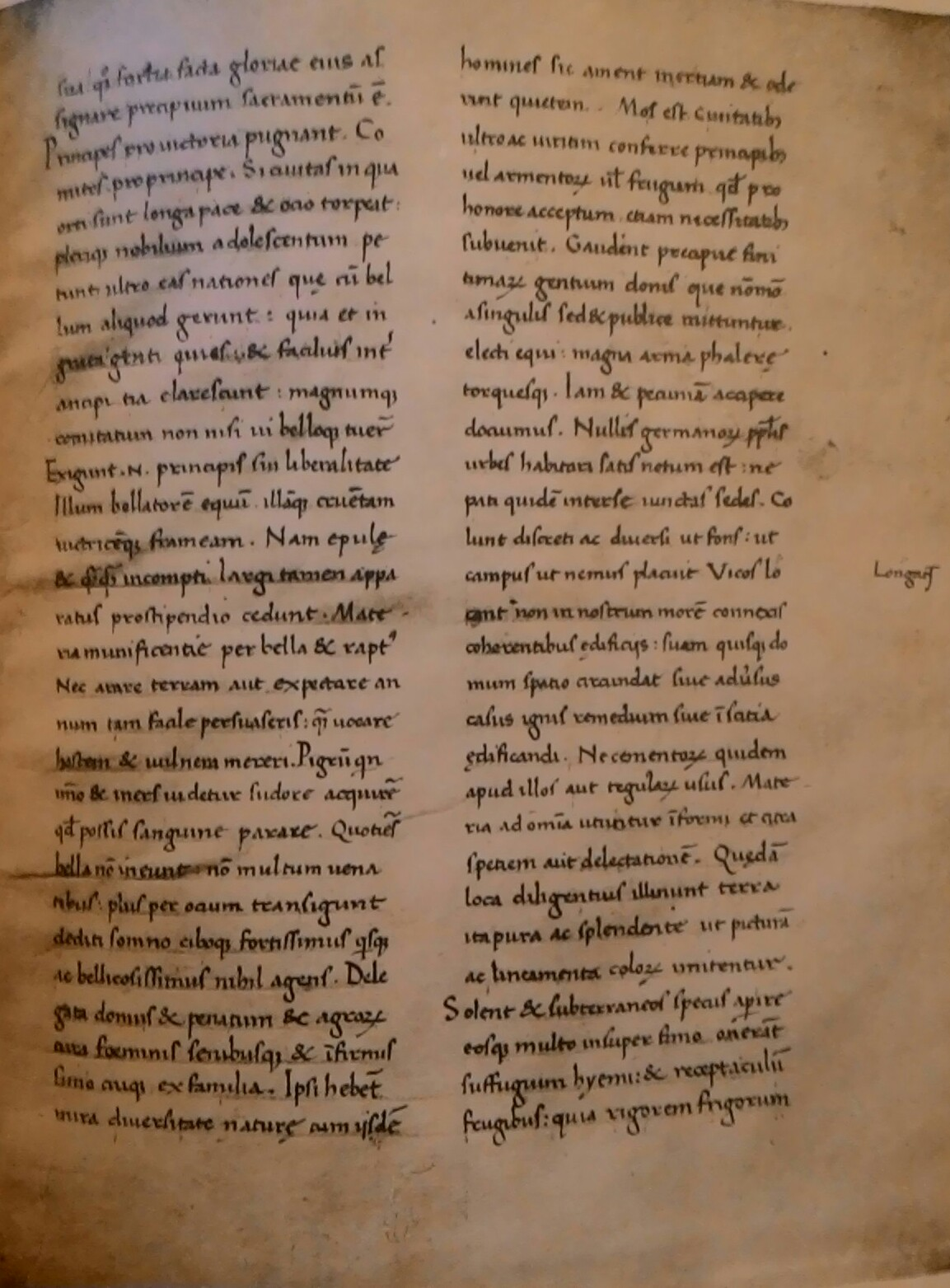
Folio 69 r, Germania c. 14,1 – 16,3 von der Hand Guarnieris

Der damalige Conte Aurelio Guglielmi Balleani beauftragte den örtlichen Philologen und Gymnasialprofessor Cesare Annibaldi, die Handschriften der gräflichen Privatbibliothek zu sichten.
Die Handschriften hatten in der zweiten Hälfte des 15. Jahrhunderts zur Bibliothek des Humanisten Stefano Guarnieri (1425–1493) – Kanzler und Diplomat in Perugia – gehört, die er mit seinem Bruder Francessco zusammengestellt hatte. Die Guarnieris waren aus Osimo gebürtig, nur 15 km von Jesi entfernt, und stammten dort aus einer gebildeten, vornehmen alten landadeligen Familie (12. Jahrhundert). Über die weibliche Linie der gräflichen Familie wurde diese Bibliothek 1793 durch die Heirat der letzten Nachfahrin der Brüder, Sperandia Guarnieri, mit Gaetano Balleani geerbt und blieb bis 1994 im Besitz der Familie.
Annibaldi entdeckte in einer der Handschriften Guarnieris die Werke von Tacitus und im Agricolateil einen Quaternio von acht Folien zu 16 Seiten in karolingischer Minuskel des frühen 9. Jahrhunderts (f. 56 bis 63). Des Weiteren enthielt die Handschrift eine lateinische Version des sogenannten Dictys Cretensis die nach dem Incipit von einem L. Septimius stammte, ebenfalls fast zur Gänze in karolingischer Minuskel des 9. Jahrhunderts. Da das Schriftbild des Quaternios genau der Beschreibung aus dem Jahr 1455 durch Pier Candido Decembrio des „Agricola“ im Hersfeldensis entsprach, schloss Annibaldi darauf, hier ein Fragment der verschollenen Urschrift vorliegen zu haben. Guarnieri musste das Agricola-Faszikel aus dem zerteilten Hersfeldensis erworben haben und hat die fehlenden Teile ergänzt und die Germania wahrscheinlich aus H kopiert. In der Folge publizierte Annibaldi seinen wissenschaftlich sensationellen Fund; 1907 ein Faksimile des „Agricola“ mit Kollationen der „Dictys“ und der „Germania“ und 1910 gab er ein Faksimile der „Germania“ mit einem diplomatisch redigierten Text heraus.
Die Familie versuchte 1929, den Codex über Sotheby’s in London zu versteigern, was aber nicht gelang, beziehungsweise dieser wieder aus dem Verkauf genommen wurde. In den 1930er Jahren geriet der Codex in den Fokus der NS-Ideologen bezogen auf die enthaltene „Germania“ als Urschrift der „germanisch-deutschen“ Geschichte und Volkstums. Hitler persönlich teilte Mussolini 1936 bei dessen Staatsbesuch in Berlin die Bitte mit, den Codex dem Deutschen Reich zu übergeben, die Mussolini zunächst positiv beschied. Später änderte Mussolini seine Meinung und verweigerte die Übergabe auf Grund der breiten Ablehnung in Italien, eine Handschrift des eigenen nationalen antiken Erbes außer Landes zu geben. Auf diplomatische Vermittlung und Einwirken Himmlers hin, wurde 1939 durch die italienische Regierung Rudolf Till und Paul Lehmann für die Forschungsgemeinschaft Deutsches Ahnenerbe die Untersuchung des Codex gewährt. Die Ergebnisse wurden 1943 veröffentlicht mit fotografischen Abbildungen, die das „Istituto di patologia del libro“ in Rom von den Folien des „Agricola“ und der „Germania“ hergestellt hatte. Ein Satz der Fotografien ist nach dem Krieg 1947 an die Widener Library der Harvard University auf Vermittlung der US-Botschaft in Italien übergegangen.
Im Verlauf des Krieges und durch den Staatsstreich im Juni 1943 gegen Mussolini und durch die alliierte Invasion Italiens beorderte Himmler ein SS-Kommando im Herbst des Jahres nach Jesi, um den Codex rücksichtslos zu „beschlagnahmen“. Das Kommando unterzog alle drei Palazzi des Grafen rigorosen Razzien, blieb aber erfolglos. Die antifaschistische Familie, die gewarnt wurde, hielt sich versteckt und den Aesinas verborgen in einer einfachen Truhe, die das Kommando übersehen hatte. In der Nachkriegszeit verwahrten die Eigentümer die Handschrift in der eigenen Florentiner Bank, wo sie 1966 durch das Hochwasser des Arno Wasserschäden erlitten hat. In den Jahren danach erfolgte eine Restaurierung durch ein spezialisiertes Labor in der Abtei Grottaferrata, wo er zudem neugebunden wurde.
Die Herzog August Bibliothek in Wolfenbüttel trat 1987 an die Familie Baldeschi Balleani heran, um den Codex zu erwerben, ließ letztlich jedoch aufgrund der Beschädigungen vom Kauf ab. Im Jahr 1993 war das italienische Ministerium für Kulturgüter am Kauf einer Handschrift aus der Privatbibliothek der Familie interessiert. In diesem Kontext untersuchte ein Beamter den Aesinas und eine weitere Handschrift mit Werken von Cicero. Der italienische Staat machte für alle drei ein Angebot, sodass der Kauf im Juni 1994 abgeschlossen wurde. Die drei Handschriften wurden in den Bestand der Nationalbibliothek in Rom mit einer jeweils neuen Signatur als Vittorio Emanuele 1630, 1631, 1632 aufgenommen.
Im Rahmen des 2000. Jubiläums der Varusschlacht 2009, wurde der Aesinas erstmals einem breiten Publikum in der dreigeteilten Ausstellung „Imperium – Konflikt – Mythos“ im Detmolder Landesmuseum in der Teilausstellung „Mythos“ gezeigt.

## Beschreibung und Aufbau

Folio 47 r des „Dictys“ Explicit Buch 5.

Folio 52r Incipit „Agricola“

Der Aesinas umfasst 76 Pergamentfolien im Quart-Format (27,3 × 22,0 cm; nach Restaurierung und Neubindung 26,4 × 21,1 cm). Die Seiten zeigen den Text in zwei Kolumnen zu je dreißig Zeilen, deren Höhen und Breiten zwischen 20,3 und 6,2 cm geringfügig variieren.
Die Teile aus dem 9. Jahrhundert zeigen in den einleitenden Worten Buchstaben in Kapitalen – markant in den Folia der Incipite –, die in abwechselnden Reihen in Rot, Gold und in Grün ausgeführt sind. Die Incipite sind in Unciale in Rot und Gold gestaltet. In Folio 40 v ist am Ende des Textes des ein Baum in roter Tinte gezeichnet. Des Weiteren zeigt das allgemeine Schriftbild der karolingischen Teile durchgängig Rubrizierungen auf.
Die humanistischen Anteile, beziehungsweise Hinzufügungen spiegeln bewusst das Aussehen der älteren Teile wider. Sie zeigen dazu rubrizierte Titel und abwechselnd rote und schwarze rubrizierte Kapitale in den einleitenden Worten. Die Herkunft der humanistischen Teile aus der Hand Stefano Guarnieris konnte Annibaldi durch Vergleiche mit dessen übrigen überlieferten Schriften feststellen. Guarnieri hat den Codex vermutlich in den 1460er Jahren zusammengestellt. Die Tacitusteile hat er wahrscheinlich direkt oder indirekt aus dem Hersfeldensis abgeschrieben. Bei der Kopierung versuchte er, seine Schrift der karolingischen Minuskel anzugleichen.
Der Codex ist folgend aufgebaut:
- Folio 1 bis 51 enthält den Dictys Cretensis
  - Die Folia 2v bis 4, 9 und 10 und 51 aus der Hand Guarnieris
  - Folia 5 bis 8 und 11–50 aus karolingischer Herkunft

- Folio 52 bis 65 folgt der Agricola.
  - f. 52 bis 55 und 64, 65 aus der Hand Guarnieris,
  - Folio 56 bis 63 der karolingische Quaternio mit Glossen und Corrigenda eines zeitnahen Korrektors aus der ersten Hälfte des 9. Jahrhunderts. Sie enthalten den Text ab Kapitel 14, 1 munia bis 40,2 missum. Diese Folia datiert Bernhard Bischoff um die Mitte des 9. Jahrhunderts, des Weiteren vermutet er eine westfränkische Herkunft aus der Loire-Region.

- Folio 66 bis 75 die Germania, die vollständig durch Guarnieri geschrieben wurde.

Des Weiteren sind Palimpsest-Folia enthalten die Guarnieri zunächst abgeschrieben hatte, dann jedoch rasierte, um diese neu zu überschreiben; unter anderen auch karolingische Folia, deren Spuren jedoch erkennbar blieben. Die Palimpseste sind folgende Partien:
- Dictys Cretensis:
  - Folio 1 enthielt den Prolog und I 1–2 (transmissum)
  - Folio 2 enthielt Dictys I 22 (cunctis) – II 2 (secundo)
  - Folio 2v durch Guarnieri mit dem Prolog des Dictys überschrieben
- Agricola:
  - Folia 69 und 76 enthielten Agricola c. 40,2 bis 46,4
- Germania:
  - Folio 69 durch Guarnieri überschrieben mit Germ. c. 14,1 bis 19,1
  - Folio 76 karolingisch, unbeschriebenes Doppelblatt, weitere Verwendung als Deckblatt